# Храм Лоретанской Божией Матери (Оренбург)
Храм Божией Матери Лоретанской — католический храм в городе Оренбурге. Относится к Оренбургскому деканату Епархии святого Климента с центром в Саратове, возглавляемой епископом Клеменсом Пиккелем. Памятник градостроительства и архитектуры, объект культурного наследия.
Настоятель храма — отец Андрей Легеч.

## История
Первые католики в Оренбурге появились в конце XVIII — начале XIX века, после разделов Речи Посполитой сюда было сослано большое количество поляков. В XIX веке польская диаспора в городе увеличивалась за счёт сосланных участников польских восстаний. В 1839 году по ходатайству священника Кандида Зелёнки здесь открылся походный католический храм.
В 1844 году было получено разрешение на строительство католического храма и в том же году был заложен первый камень. Строительство шло три года, 16 ноября 1847 года храм был освящён в честь Божией Матери Лоретанской. Храм входил в состав Тираспольской епархии, его настоятелем был К. Зелёнка.

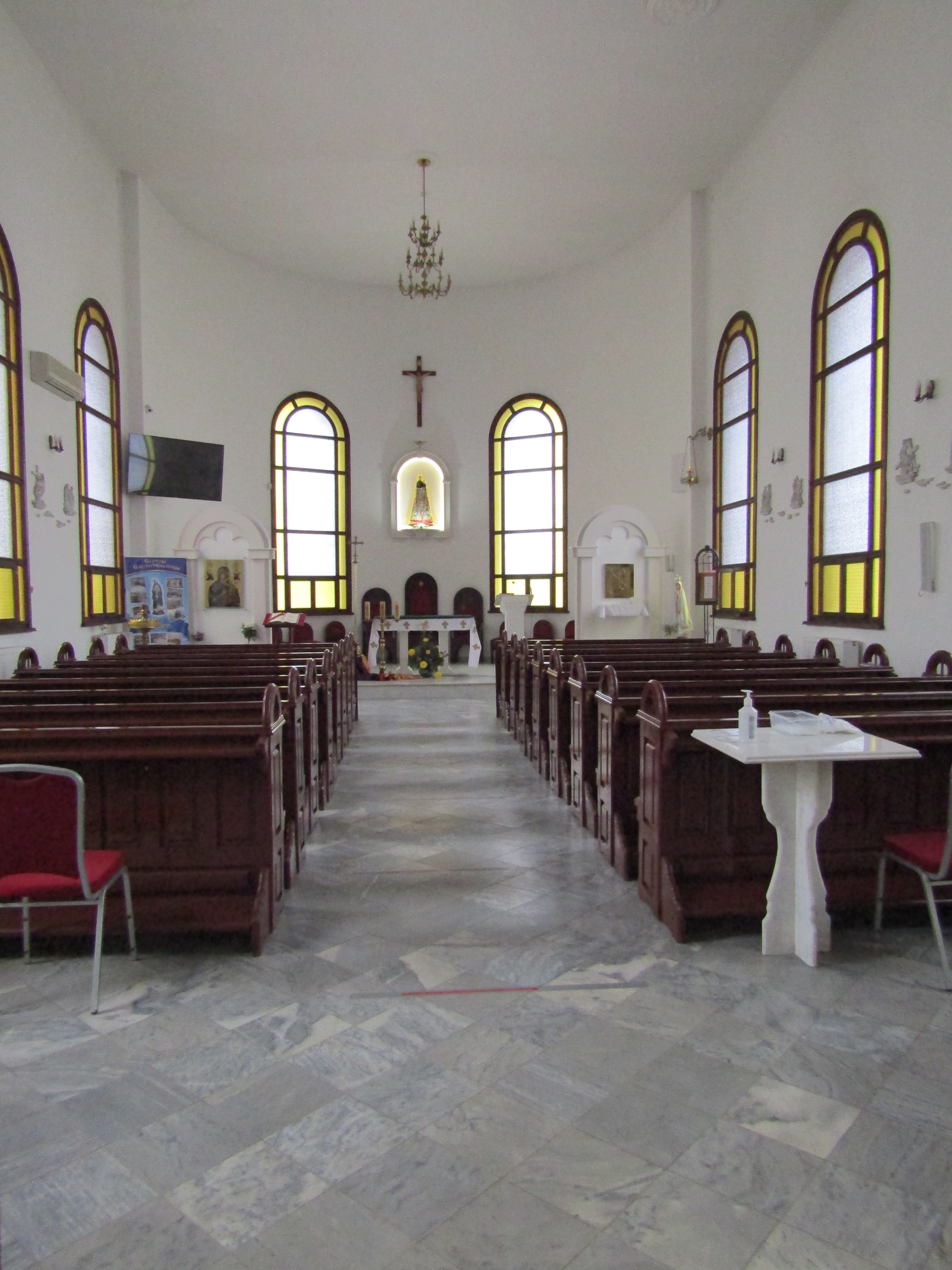
Внутри храма

При церкви велась активная благотворительная деятельность, в 1898 году было основано приходское благотворительное общество, в 1904 году — начальная школа. Перед Первой мировой войной численность прихода возросла за счёт беженцев из западных губерний России и составляла около 5 000 человек.
В 1932 году храм был закрыт советскими властями, церковная утварь разграблена. Вплоть до 90-х годов в здании церкви располагался цех кожевенной фабрики, при этом здание было радикально перестроено под нужды фабрики.
В 1990-х годах началась нормализация деятельности католической церкви в России. В 1993 году был вновь зарегистрирован католический приход, в 1994 году здание церкви, доведённое до катастрофического состояния, было передано приходу. Масштабные реставрационные работы продолжались свыше двух лет. 23 ноября 1997 года, ровно через 150 лет после первого освящения храм Божией Матери Лоретанской был повторно освящён архиепископом Тадеушем Кондрусевичем. В приходе работают священники из ордена редемптористов.